# 잘 먹는 소녀들
《잘 먹는 소녀들》은 2016년 6월 29일부터 2016년 7월 6일까지 JTBC에서 방영했던 예능 프로그램이다. 논란으로 인해 《잘 먹겠습니다》로 포맷이 변경됐다.

## 출연자

### 소녀들
- 쯔위
- 슬기
- 전효성
- 경리
- 김남주
- 지호
- 미나
- 다현

### 진행
- 김숙
- 조세호
- 양세형

### 심사위원
- 김흥국
- 민경훈
- 우현
- 이지혜
- 배두한
- 홍윤화
- 홍석천
- 이원일

## 같이 보기
- 잘 먹겠습니다